# Bernardo Sorj
Bernardo Sorj (Montevideo, Uruguay, 26 de septiembre de 1948) es un científico social brasileño, profesor jubilado de Sociología en la Universidad Federal de Río de Janeiro. Es Director del Centro Edelstein de Investigaciones Sociales y del Proyecto Plataforma Democrática de la Fundación FHC. Ha publicado 30 libros en portugués, español, inglés, francés y ucraniano, y más de 100 artículos, sobre desarrollo político latinoamericano, relaciones internacionales, el impacto social de nuevas  tecnologías, teoría sociales y judaísmo.

## Biografía
Sorj comenzó sus estudios en Ciencias sociales en Uruguay y completó su licenciatura y Maestría en Historia y Sociología en la Universidad de Haifa, Israel, y se doctoró en Sociología de la Universidad de Mánchester en Inglaterra.
Naturalizado brasileño, vive en Brasil desde 1976. Fue profesor en el Departamento de Ciencia política en la Universidad Federal de Minas Gerais y en el Instituto para Relaciones Internacionales de la Pontificia Universidad Católica de Río de Janeiro y profesor visitante y catedrático en numerosas universidades europeas, latinoamericanas y norteamericanas, entre ellas la Chaire Sérgio Buarque de Hollanda, en el Fondation Maison des ciencias de l'homme, en París, y el Cátedra Simón Bolívar del Institut des hautes études d'Amérique Latine - Universitario de París III: Sorbonne Nouvelle.
Ha sido investigador asociado en varias instituciones, como el Instituto de Estudios Avanzados de la Universidad de São Paulo, la Annemberg School de la Universidad de California del Sur, la Institución Brookings y la Transatlantic Academy. 
Actualmente es director del Centro Edelstein de Investigación Social y director del proyecto Plataforma Democrática de la Fundación FHC. Bernardo Sorj es editor del Journal of Democracy en portugués y de Conexão América Latina, miembro del consejo de varias revistas, asesor de instituciones científicas y consultor de organizaciones internacionales. 
En 2005, Bernardo Sorj fue elegido Hombre de Ideas por el Jornal do Brasil. En 2021 y 2023, sus libros En qué mundo vivimos y Las identidades y la crisis de las democracias fueron finalistas del premio Jabuti.

## Libros
2024
- SORJ, B., Geopolítica e História do Povo Judeu, Rio de Janeiro, Editora Garamond. ISBN 978-65-5937-053-5
- SORJ, B., FAUSTO, S, (org.), Nacionalismo e Democracia na Europa e no Brasil, São Paulo, Editora FFHC. ISBN 978-65-87503-44-8
- SORJ, B., FAUSTO, S, (org.), Desafios do Sistema Político Brasileiro, São Paulo, Editora FFHC, ISBN 978-65-87503-40-0

2022
- SORJ, B. Identidades y las crisis de las democracias São Paulo: Plataforma Democrática. ISBN 978-65-87503-19-6
- SORJ, B. Religião, Democracia e Educação no Brasil São Paulo: Plataforma Democrática. ISBN 978-65-87503-14-1
- SORJ, B. Religião e Democracia na Europa no Brasil São Paulo: Plataforma Democrática. ISBN 978-65-87503-21-9

2020
- SORJ, B. Em que mundo vivemos? São Paulo: Plataforma Democrática. ISBN 978-65-87503-00-4
- SORJ, B. ¿En qué mundo vivimos? São Paulo: Plataforma Democrática. ISBN 978-65-87503-01-1
- SORJ, B. What world is this we are living in? São Paulo: Plataforma Democrática. ISBN 978-65-87503-04-2
- SORJ, B. Corações e Mentes: fora e dentro da Internet. São Paulo: Plataforma Democrática. ISBN 978-65-87503-05-9

2018
- SORJ, B. et al., Sobrevivendo nas Redes -  Guia do Cidadão. São Paulo: Editora Moderna.

2016
- SORJ, B.; FAUSTO, S. Activismo político en tiempos de Internet. São Paulo: Plataforma Democrática.
- SORJ, B., TONELLO, G., VINTIMILLA, E., BELLETTINI, O., TORO, B., Sociedad, organizaciones y Estado: reflexiones y experiencias para un debate necesario. Quito: Grupo Faro.
- SORJ, B., FAUSTO, S., Internet y Transformaciones Sociales: Transformaciones del Espacio Público y de la Sociedad Civil. San Pablo: Plataforma Democrática.
- SORJ, B., FAUSTO, S., Internet e Mobilizações Sociais: Transformações Espaço Público e da Sociedade Civil. São Paulo: Plataforma Democrática.

2014
- SORJ, B., MARTUCCELLI, O. O dilema Latino-americano (En ucraniano ). Kiev: Calvaria.

2013
- SORJ, B.; FAUSTO, S. (Orgs.). O Brasil e Un Governança da América Latina. Que tipo de liderança é possível?. São Paulo. Plataforma Democrática.
- SORJ, B., FAUSTO, S. (orgs.), Brasil y América Latina: ¿Qué Liderazgo es Posible?. São Paulo: Plataforma Democrática.

2012
- SORJ, B. Vai embora da casa de teus pais. Río de Janeiro: Civilização Brasileira.
- SORJ, B. (Ed.). Democracia y medios de comunicación. Más allá del Estado y el Mercado. Buenos Aires: Catálogos S.L.R.

2011
- SORJ, B.; FAUSTO, S. (Orgs.) Brasil e América Sul: Olhares cruzados. Río de Janeiro: Plataforma Democrática.
- SORJ, B. (Org.) Meios de comunicação e democracia: Além Estado e Mercado. Río de Janeiro: Plataforma Democrática.
- SORJ, B.; FAUSTO, S. (Eds.). América Latina: Transformaciones geopolíticas y democracia. Buenos Aires: Siglo XXI.
- SORJ, B.; FAUSTO, S. (Eds.). Brasil y América del Sur: Miradas cruzadas. Buenos Aires: Catálogos S.L.R.

2010
- SORJ, B. Judaísmo para Todo el mundo...Sin Dogma. Washington D. C.: IFSHJ.
- SORJ, B. (comp.). Poder político y medios de comunicación - De la representación política al Espectáculo de realidad. Buenos Aires: Siglo XXI.
- SORJ, B. (org.). Poder político e meios de comunicação: da representação política ao Espectáculo de realidad. São Paulo: Paz e Terra.
- SORJ Archivado el 4 de marzo de 2016 en Wayback Machine., B. Judaísmo para todos. Río de Janeiro: Civilização Brasileira.
- SORJ, B. Judaísmo para todos. Lisboa: Edições Cotovia.
- SORJ, B. (org.) Usos, abusos y desafíos de la sociedad civil en América Latina. Buenos Aires: Siglo XXI.
- SORJ, B. (org.). Usos, abusos e desafios da sociedade civil na América Latina. São Paulo: Paz e Terra.

2009
- SORJ, B. Judaísmo para todos. Buenos Aires: Siglo XXI. Republished Por El Edelstein Centro para Búsqueda Social en 2011.

2008
- SORJ, B. Sociedades de información y Digitales Divide: una Introducción. Milano: Polimetrica
- SORJ, B; MARTUCCELLI, D. El Reto latinoamericano: Democracia y Cohesión Sociales. São Paulo: Instituto Fernando Henrique Cardoso/ Río de Janeiro: El Edelstein Centro para Búsqueda Social
- SORJ, B; MARTUCCELLI, D. El Desafío Latinoamericano: cohesión Social y democracia. Buenos Aires: Siglo XXI.
- SORJ, B; MARTUCCELLI, D. O desafío latino-americano: coesão Social e democracia. Río de Janeiro: Civilização Brasileira. Archivado el 4 de marzo de 2016 en Wayback Machine.

2007
- SORJ Archivado el 3 de marzo de 2016 en Wayback Machine., B. Las democracias Esquivas de Latinoamérica. Río de Janeiro: El Edelstein Centro para Búsqueda Social, E-Serie de libro 2..
- SORJ, B. ; OLIVEIRA, M. D. (Eds.). Sociedad Civil y Democracia en América Latina: crisis y reinvención de la política. Río de Janeiro: Ediciones Centro Edelstein; São Paulo: Ediciones iFHC. ISBN 978-85-99662-20-5
- SORJ, B; OLIVEIRA, M. D. (Eds.). Sociedade Civil e Democracia na América Latina: crise e reinvenção da política. Río de Janeiro: Ediciones Centro Edelstein / São Paulo: Instituto Fernando Henrique Cardoso

2006
- SORJ, B., BONDER, N. Judaísmo para el Siglo XXI - El Rabino y el Sociólogo. Buenos Aires. Lilmod. ISBN 987-22628-7-X  Republished Por El Edelstein Centro para Búsqueda Social en 2008.

2005
- SORJ, B., La democracia inesperada. Prefacio por Guillermo O'Donnell. Buenos Aires: Bononiae Prensa Universitaria/Prometeo Libros. ISBN 987-21802-1-0  Republished Por El Edelstein Centro para Búsqueda Social en 2008.
- SORJ, B., GUEDES, L.E., Internet na favela. Río de Janeiro: Unesco - Editora Gramma. ISBN 85-98555-03-7
- SORJ, B., GUEDES, L.E., Internet y pobreza. Montevideo: Editora Unesco - Ediciones Trilce. ISBN 9974-32-407-6

2004
- SORJ, B., Un Democracia Inesperada: cidadania, direitos humanos e desigualdade social. Río de Janeiro, Jorge Zahar. ISBN 85-7110-806-4

2003
- SORJ Archivado el 11 de abril de 2015 en Wayback Machine., B., brazil@digitaldivide.com. - Afrontando desigualdad en la Sociedad de la Información. UNESCO. ISBN 85-87853-91-0
- SORJ Archivado el 3 de marzo de 2016 en Wayback Machine., B., brasil@povo.com - Un Luta contra un Desigualdade na Sociedade da Informação. Río de Janeiro, Jorge Zahar.

2001
- SORJ, B., BONDER, N., Judaísmo para o Século XXI: o rabino e o sociólogo. Río de Janeiro, Jorge Zahar. Republished Por El Edelstein Centro para Búsqueda Social en 2010.
- SORJ, B., Un Construção Intelectual Brasil Contemporâneo. Da resistência à ditadura ao governo FHC. Río de Janeiro, Jorge Zahar.

2000
- SORJ, B., Un nova sociedade brasileira. Río de Janeiro, Jorge Zahar (2.º. Edición, 2001; 3.ª edición, 2006).

1993
- SORJ, B., GRIN, M., (Ed.) Judaísmo e Modernidade: metamorfoses da tradição messiânica. Río de Janeiro, Imago. Republished Por El Edelstein Centro para Búsqueda Social en 2008.

1990
- SORJ, B., PECAUT, D., (Ed.) Métamorphoses de la représentation politique au Brésil et en Europa, Ediciones du CNRS, París.
- SORJ, B., (Ed.) La Biotecnología Industrial en América Latina. Río de Janeiro, Fundação BIORIO.
- SORJ, B., GOODMAN, D., WILKINSON, J., Da Lavoura às Biotecnologias: agricultura e indústria no sistema internacional. Río de Janeiro, Campus. Republished Por El Edelstein Centro para Búsqueda Social en 2008.

1989
- SORJ, B., CANTLEY, M., SIMPSON, K., (Eds.) Biotecnología en Europa y Latinoamérica: Perspectivas para cooperación, Kluwer, Dordrecht. Republished Por El Edelstein Centro para Búsqueda Social en 2010.

1987
- SORJ, B., GOODMAN, D., WILKINSON, J., De Cultivar a Biotecnología - Una Teoría de Agroindustrial Desarrollo. Oxford, Blackwell. ISBN 0-7923-0278-8

1985
- SORJ, B., CARDOSO, F.H., FUENTE, M., (Ed.) Economia e Movimentos Sociais na América Latina. São Paulo, Brasiliense. Republished Por El Edelstein Centro para Búsqueda Social en 2008.

1983
- SORJ, B., CABINA, D., (Ed.) Reformismo militar y Clases Sociales: Aspectos de la Experiencia peruana, 1968/1980, MacMillan, Londres.
- SORJ, B., TAVARES, M.H., (Ed.) Sociedade e Política No Brasil Pós-64. São Paulo, Brasiliense (3.º. Edición). Republished Por El Edelstein Centro para Búsqueda Social en 2008.

1982
- SORJ, B., POMPERMAYER, M., CORADINI, L., Camponeses e Agroindústria - Transformação Social e Representação Política na Avicultura Brasileira. Río de Janeiro, Zahar. Republished Por El Edelstein Centro para Búsqueda Social en 2008.

1980
- SORJ, B., Estado e clases sociais na agricultura brasileira. Río de Janeiro: Zahar (2.ª Edición, 1986). Republished Por El Edelstein Centro para Búsqueda Social en 2008.

1977
- SORJ, B., HENFREY, C., Voces chilenas, Londres, Harverster Prensa. Republished Por El Edelstein Centro para Búsqueda Social en 2008.